# Serguei Smetanine
Serguei Smetanine (né le 24 octobre 1973 à Sverdlovsk) est un ancien coureur cycliste russe.

## Biographie
Serguei Smetanine a commencé sa carrière professionnelle en 1994 au sein de l'équipe Rotator. Auteur de 19 succès durant sa carrière, il a surtout brillé sur les compétitions espagnoles et portugaises, avec des équipes de ces deux pays. Il a ainsi remporté la Clásica de Alcobendas, le GP Llodio, le Gran Premio Internacional Mitsubishi MR Cortez et une étape du Tour d'Espagne 2002.

## Palmarès
- 1994
  - 6e étape du Grand Prix Lacticoop
  - 4e étape du Grand Prix Torres Vedras
  - 5e étape du Tour du Portugal de l'Avenir

- 1995
  - 2e étape du Grande Prémio do Minho

- 1996
  - 2e étape du Tour de Castille-et-León
  - 2e du Circuit de Getxo

- 1997
  - 2e étape de la Semaine catalane
  - 4e étape du Tour de La Rioja
  - Clásica de Alcobendas
  - 4e étape du Tour des Asturies
  - 3e du Circuit de Getxo

- 1998
  - 3e étape du Tour d'Aragon
  - 1re et 2e étapes du Tour de La Rioja
  - 1re étape du Tour de Galice
  - GP Llodio

- 1999
  - Gran Premio Internacional Mitsubishi MR Cortez :
    - Classement général
    - 3e étape

  - 1re étape du Tour de La Rioja
  - 3e étape du Tour de Burgos

- 2000
  - 5e étape de la Semaine cycliste lombarde
  - 2e étape du Gran Premio Internacional Mitsubishi MR Cortez
  - 5e étape du Tour du Portugal

- 2001
  - 2e étape de la Semaine catalane

- 2002
  - 14e étape du Tour d'Espagne

## Résultats sur les grands tours

### Tour d'Espagne
6 participations
- 1996 : 92e
- 1997 : abandon (5e étape)
- 1998 : 61e
- 1999 : 64e
- 2001 : 114e
- 2002 : 80e, vainqueur de la 14e étape

### Tour d'Italie
2 participations
- 1998 : abandon (17e étape)
- 1999 : 92e